# Danza de los diablos

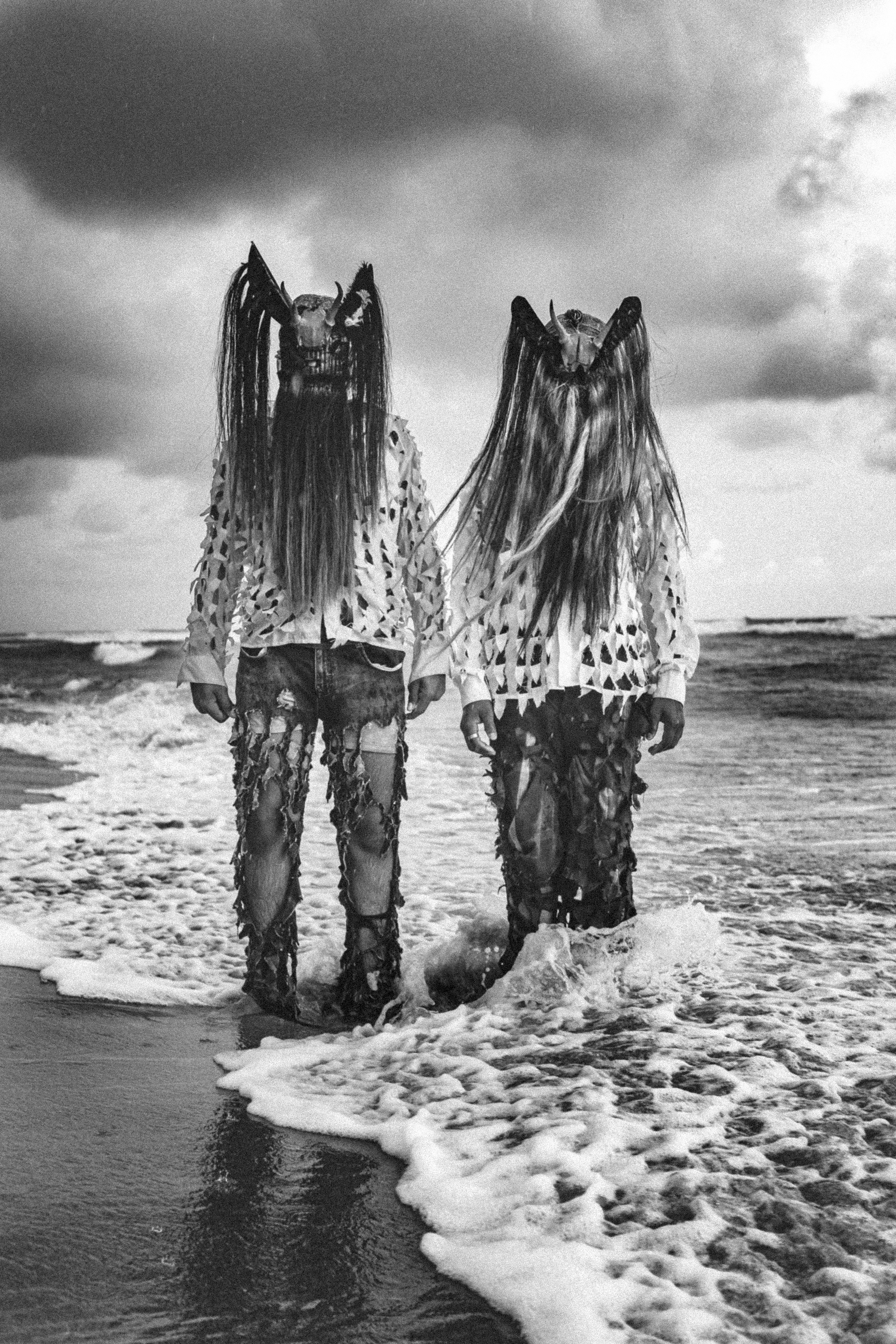
Danza de los diablos

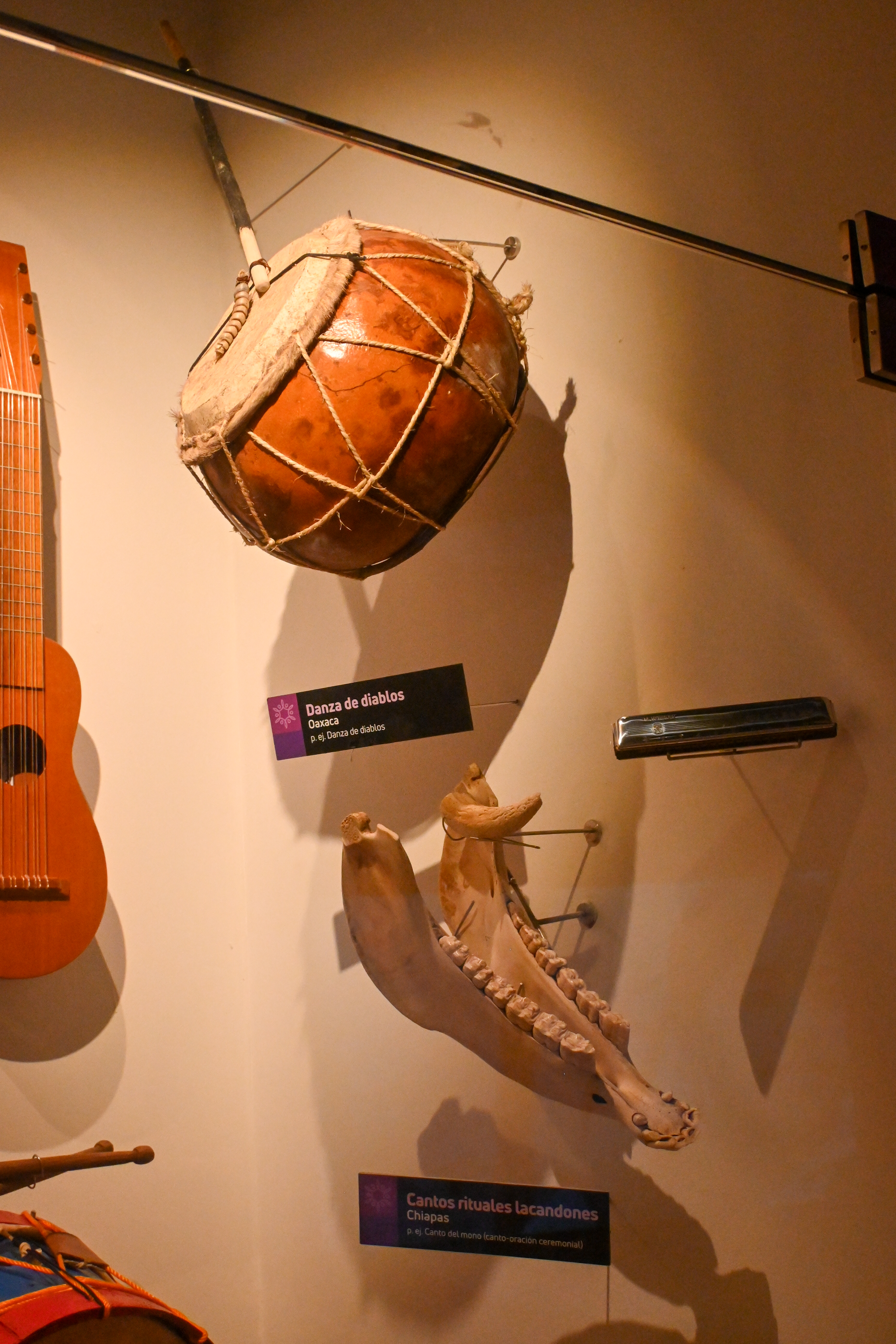
Bote y charrasca, instrumentos de la Danza de los diablos.

La danza de los diablos es una danza mexicana de la Costa Chica de Guerrero y Oaxaca, principalmente en Cuajinicuilapa, considerada como una tradición afrodescendiente y llevada a cabo durante las fiestas del día de muertos.

## Historia
Se considera que ésta danza surgió en la época del virreinato de la Nueva España, siendo una danza dedicada al dios Ruja.

## Características
La danza se caracteriza por el uso de máscaras con flecos, barbas y ropa recortada. Así mismo, uno de los bailarines, considerado el «Diablo Mayor» es el personaje que guía la danza y el ritmo. El baile consiste en un zapateado, cuerpo inclinado y gritos a manera de rugidos. Los bailarines son acompañados por músicos que tocan charrasca, bote, armónica y violín.